# Телфорд (Пенсилванија)
Телфорд (енгл. Telford) град је у америчкој савезној држави Пенсилванија.

## Демографија
По попису из 2010. године број становника је 4.872, што је 192 (4,1%) становника више него 2000. године.
| Група             | 2000.         | 2010.         |
| Белци             | 4.229 (90,4%) | 4.003 (82,2%) |
| Афроамериканци    | 61 (1,3%)     | 125 (2,6%)    |
| Азијати           | 176 (3,8%)    | 271 (5,6%)    |
| Хиспаноамериканци | 169 (3,6%)    | 389 (8,0%)    |
| Укупно            | 4.680         | 4.872         |